# Seis variaciones sobre «Mio caro Adone»
Las Seis variaciones sobre «Mio caro Adone» en sol mayor, K. 180/173c son una composición para piano de Wolfgang Amadeus Mozart, escrita probablemente en Viena, en otoño de 1773, cuando tenía diecisiete años. 
La obra consta de seis variaciones sobre el arioso Mio caro Adone, que pone fin al segundo acto de la ópera La fiera di Venezia, de Antonio Salieri; por ello, estas variaciones se conocen también como las Variaciones "Salieri".

## La composición
La ópera de Salieri había sido estrenada en Viena el 29 de enero de 1772, se repuso allí en noviembre y se interpretó once veces durante la temporada de Carnaval; además, se representó en Mannheim el 22 de noviembre de 1772. Mozart no pudo haber asistido a estas representaciones, por lo que conocería la obra posteriormente. Tanto Théodore de Wyzewa y Georges de Saint-Foix como Alfred Einstein consideran que Mozart la adquirió en otoño de 1773.
Varios especialistas en Mozart ven diferencias entre éstas y las variaciones que escribió sobre el tema de Fischer (KV 179), afirmando que se compusieron antes las variaciones "Salieri", en las que se pueden observar influencias de la técnica de composición de variaciones de Joseph Haydn. En su sexta edición del catálogo Köchel, Einstein renumeró esta obra como KV 173c.
Para la composición de estas variaciones, Mozart no empleó la parte vocal de Mio caro Adone como tema, sino que tomó la melodía del primer violín de la pieza original Allegro maestoso, escrita para soprano, tenor, bajo y orquesta.

## Publicación
La editorial Heina publicó por primera vez esta serie de variaciones en París en 1778, junto con las variaciones KV 179 y las KV 354. En vida de Mozart, estas variaciones se publicaron nuevamente en Ámsterdam alrededor de 1780, también junto con las otras dos series de variaciones. Un pasaje de la carta que Leopold Mozart escribió a Wolfgang el 10 de diciembre de 1778 relata cómo las variaciones habían sido editadas también en Salzburgo:

Realmente, he montado la música editándola aquí, ya que he encontrado a alguien que he preparado. A tu llegada, encontrarás aquí tus variaciones sobre el arioso de Salieri editadas en siete partituras. Sólo espero que no las hayas hecho muy conocidas, porque así luego podría vender más copias. [Las partituras de las variaciones] están hermosamente editadas, mucho más claramente que el concierto de Schröter. Debes componer algo nuevo lo antes posible y editarlo. Tus variaciones fueron terminadas [de editar] hoy.

No se ha conservado copia de esta edición de la obra hecha en Salzburgo. Como el padre de Mozart, Leopold, nada dice acerca de la publicación de esas variaciones por Heina, los investigadores admiten que la edición parisina es posterior a la salzburguesa, aunque ambas se realizaron en el mismo año.
Johann Traeg elaboró el 14 de enero de 1784 un anuncio de la venta de copias manuscritas de Verschiedene Variationen fürs Klavier von Mozart; según Otto Erich Deutsch, Traeg aludiría probablemente a las KV 179, KV 180 y KV 354, pero Dexter Edge considera que no se puede descartar que se refiriese a otras series de variaciones. Otro anuncio, elaborado el 5 de octubre de 1785 por Laurent Lausch, ofrece "Mio caro Adone" con seis variaciones, para el clave. Las tres series de variaciones (KV 179, KV 180 y KV 354) fueron publicadas en 1779 por Heina en un arreglo para piano y violín, del que no se conservan ejemplares en la actualidad.